# Glyphoperidium bursa
Glyphoperidium bursa är en havsanemonart som beskrevs av Louis Roule 1909. Glyphoperidium bursa ingår i släktet Glyphoperidium och familjen Actiniidae. Inga underarter finns listade i Catalogue of Life.